# Sint-Antoniuskerk (Luik)

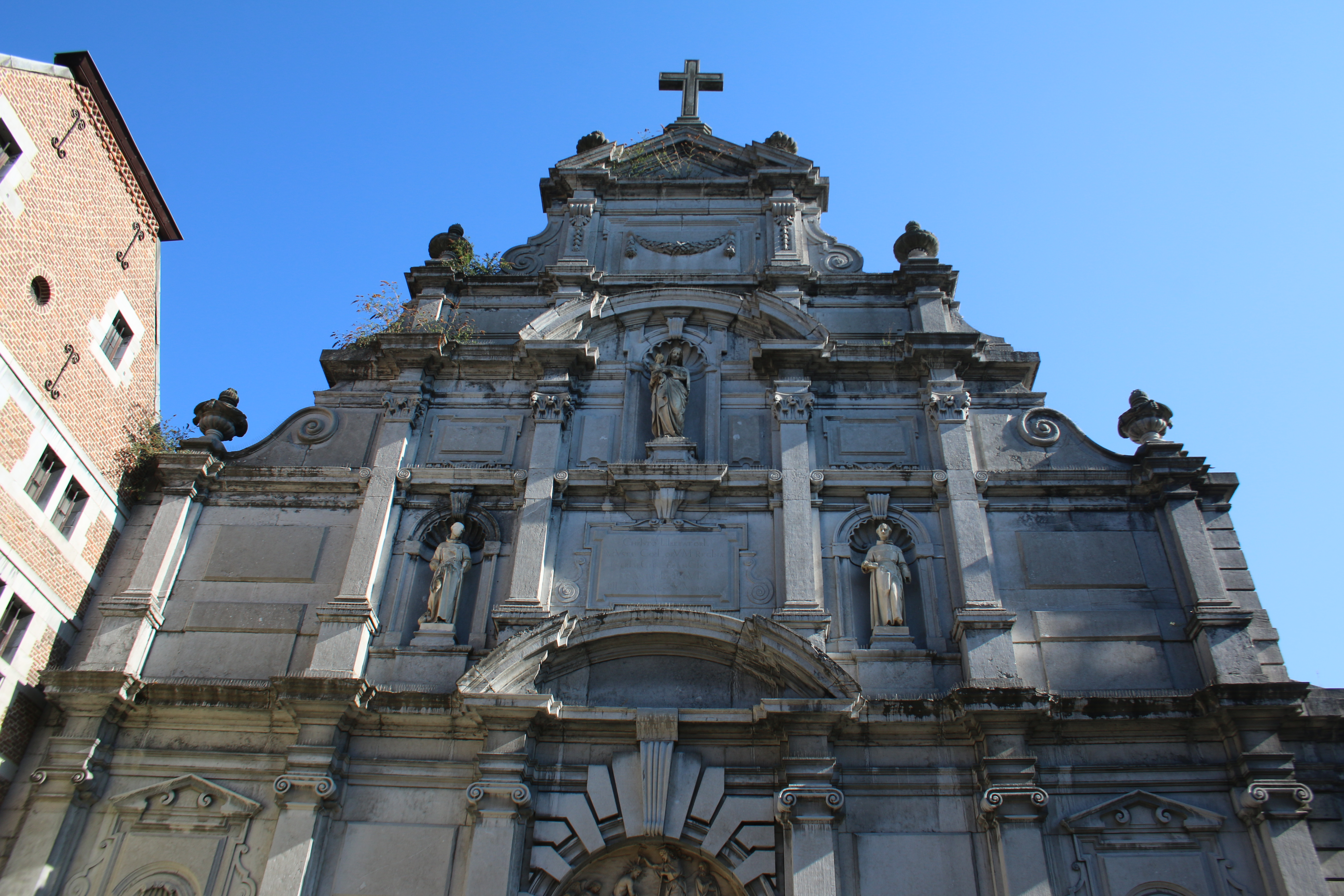
Detail van de barokke westfaçade

De Sint-Antoniuskerk (Église Saint-Antoine) is een voormalige klooster- en parochiekerk in Luik-Centrum, gelegen aan Rue Moray 2.

## Geschiedenis
De minderbroeders waren al in Luik omstreeks 1225 en in 1240 vestigden ze zich in Hors-Château om dichter bij de bevolking te zijn. De kloosterkerk, gewijd aan Antonius van Padua, werd gesticht in 1244. De kerk werd gebouwd in blokken kolenzandsteen. In 1645 werd de in barokstijl uitgevoerde voorgevel toegevoegd. Ook het interieur omvat decoraties (stucwerk) in barokstijl. In 1801 werd het kerkgebouw een parochiekerk.
In 1944 ondervond de kerk, vooral het koor ervan, aanzienlijke schade door de ontploffing van een V1 in de nabijheid. Het 13e-eeuwse hoofdaltaar bleef vrijwel onbeschadigd. Van 1946-1958 werd de kerk gerestaureerd en ook van 1962-1968 vonden restauratiewerkzaamheden plaats.
In 1978 werd de kerk aan de eredienst onttrokken. De religieuze activiteiten vonden sindsdien plaats in de Sint-Catharinakerk die, als Sint-Antonius en Sint-Catharinakerk, ook aan Antonius van Padua werd gewijd. De Sint-Antoniuskerk werd eigendom van de gemeente Luik en kwam uiteindelijk aan het Museum van het Waalse Leven, dat er tentoonstellingen ging organiseren, onder meer aangaande religieuze kunst. Het belangrijkste deel van dit museum bevindt zich in het aanpalende Minderbroedersklooster (Cour des Mineurs).

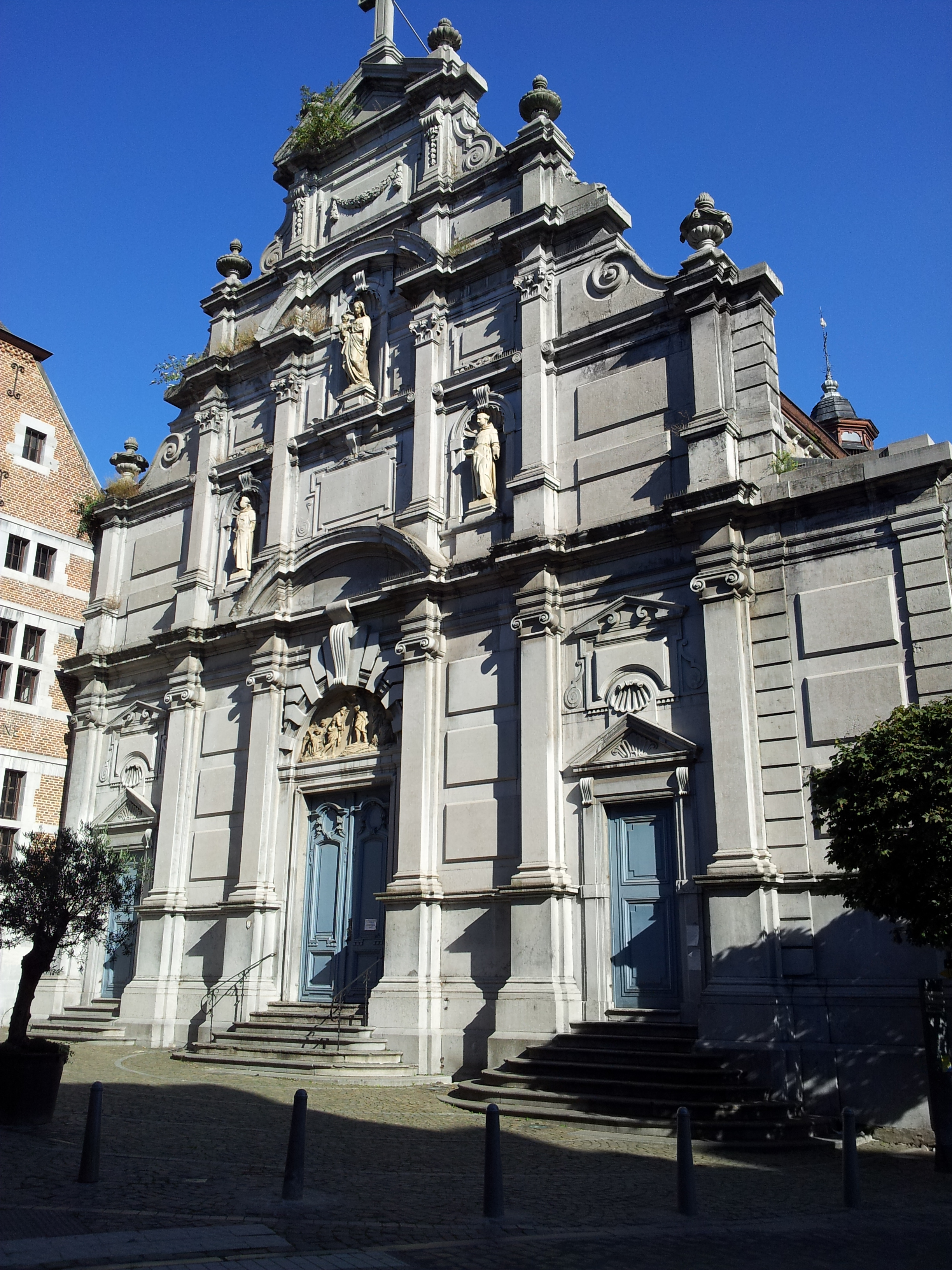
Westgevel
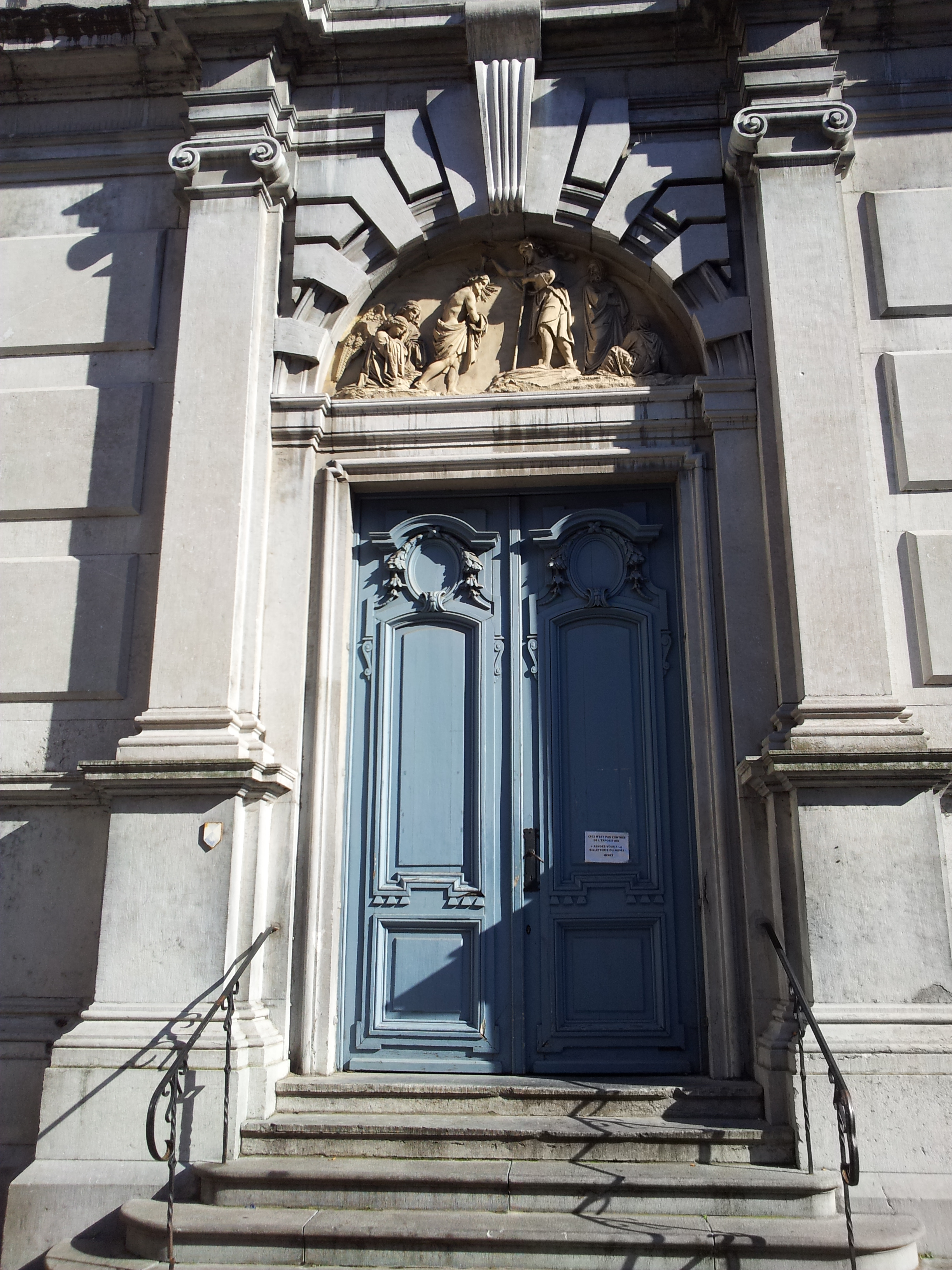
Portaal
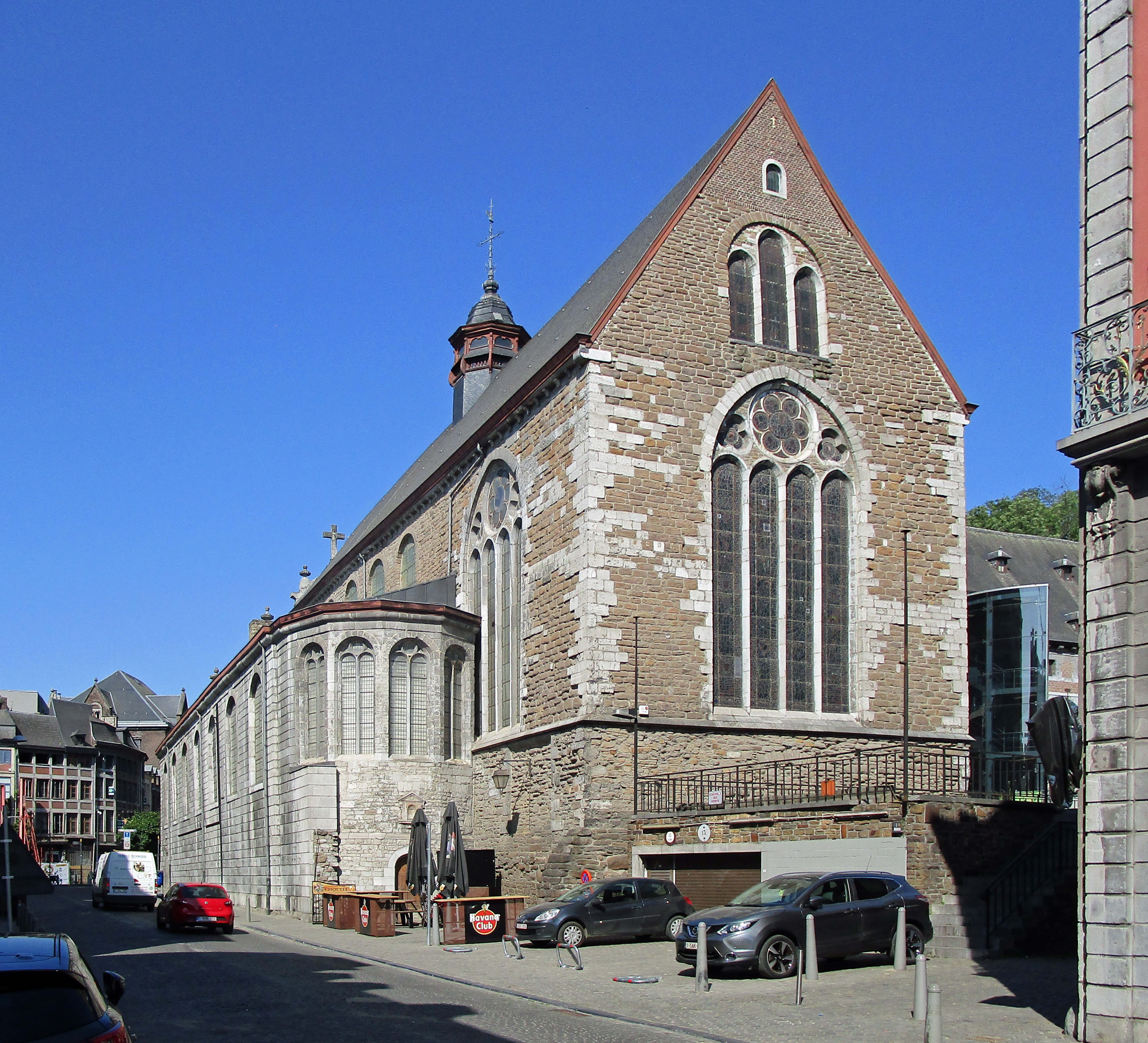
Zuid- en oostgevel
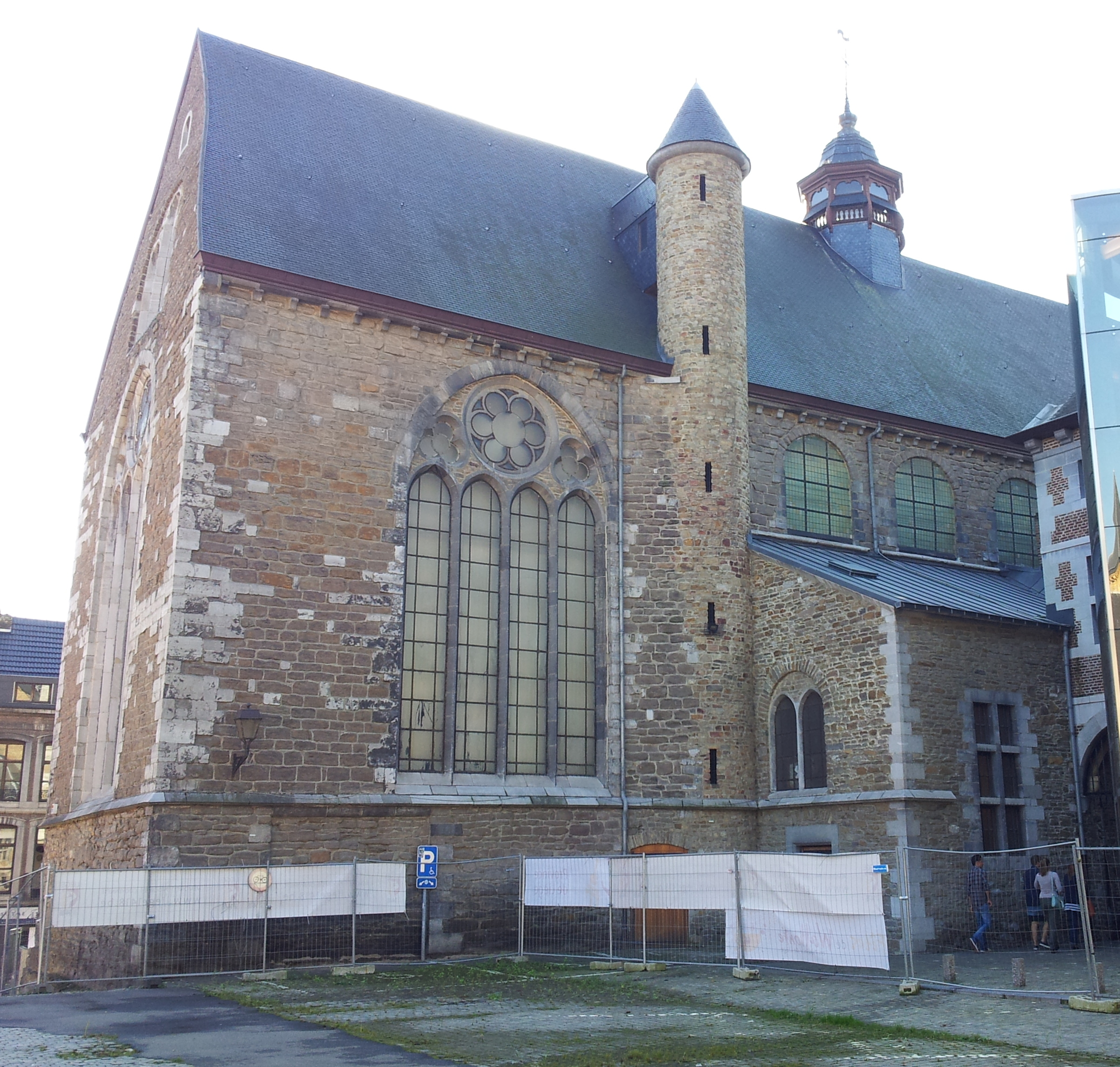
Noordgevel
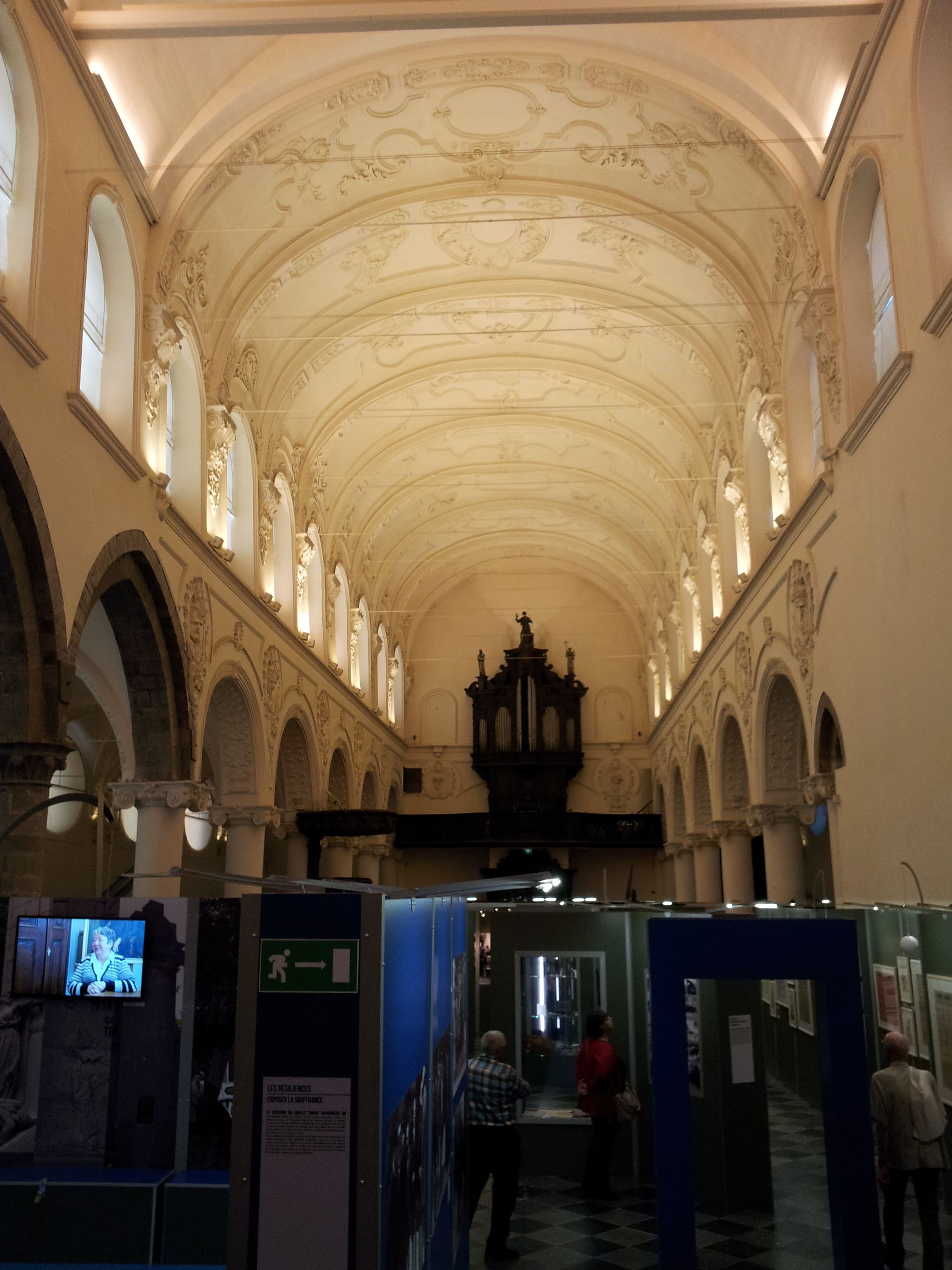
Interieur naar het westen
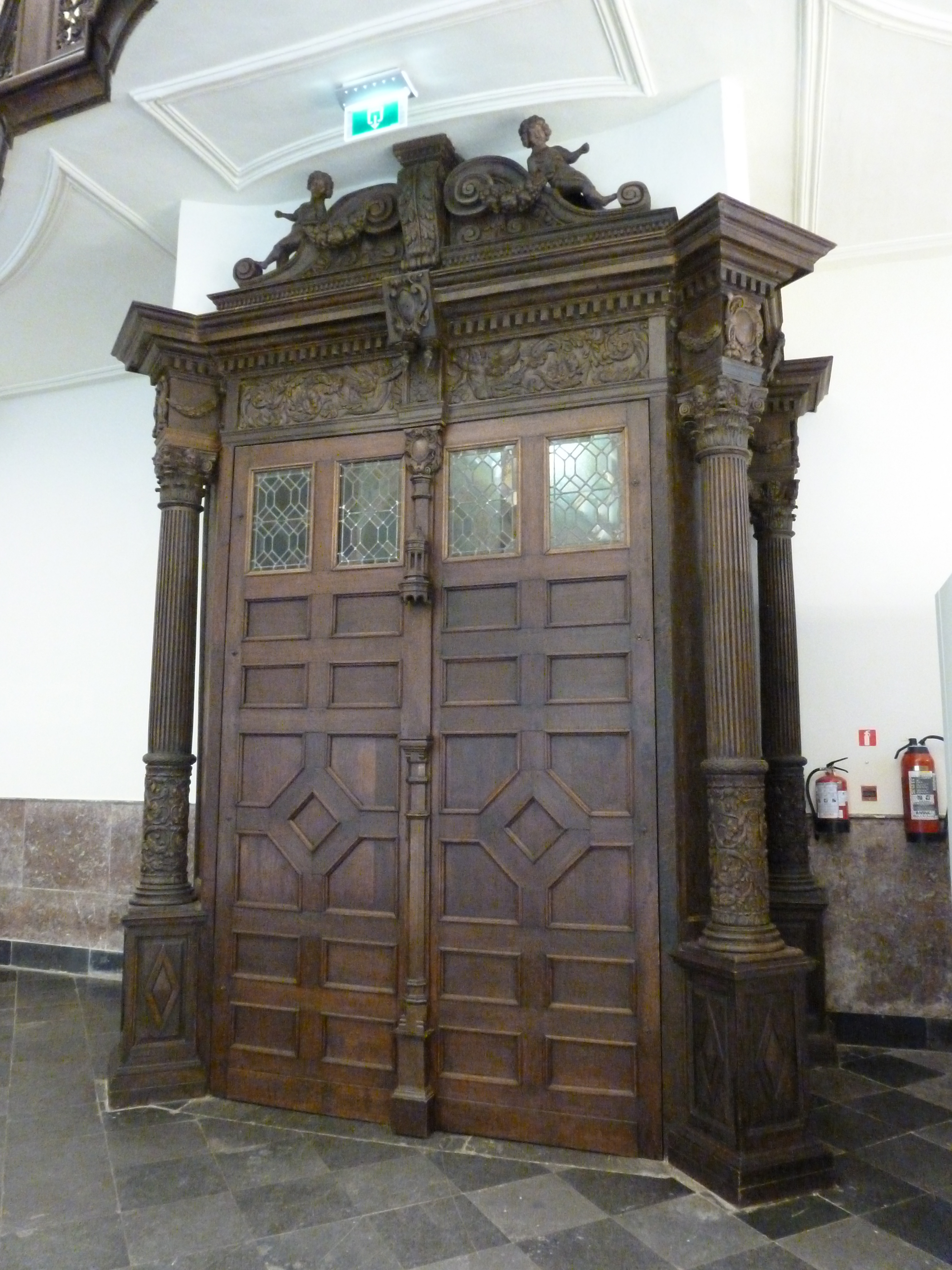
Tochtportaal
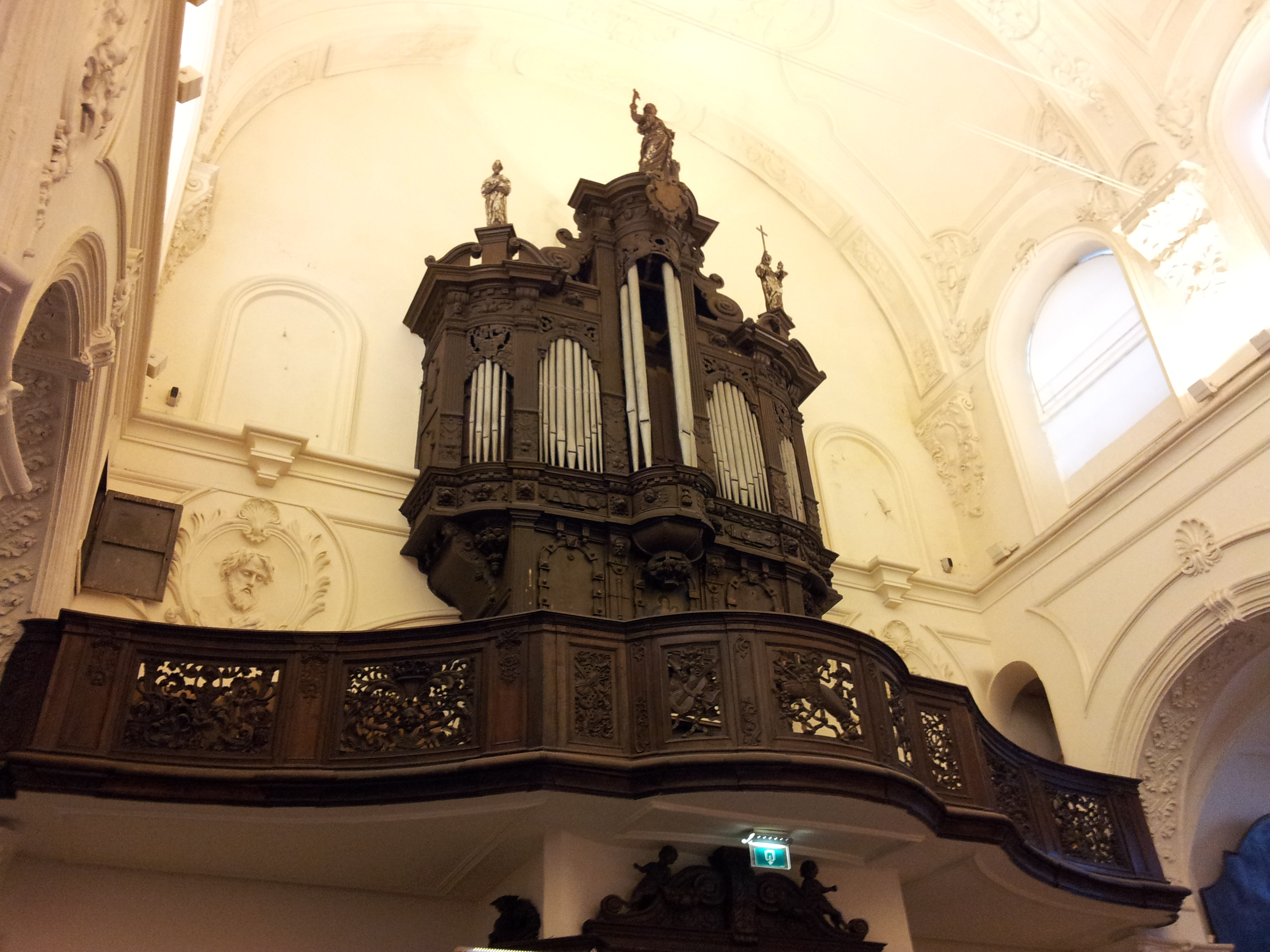
Kerkorgel
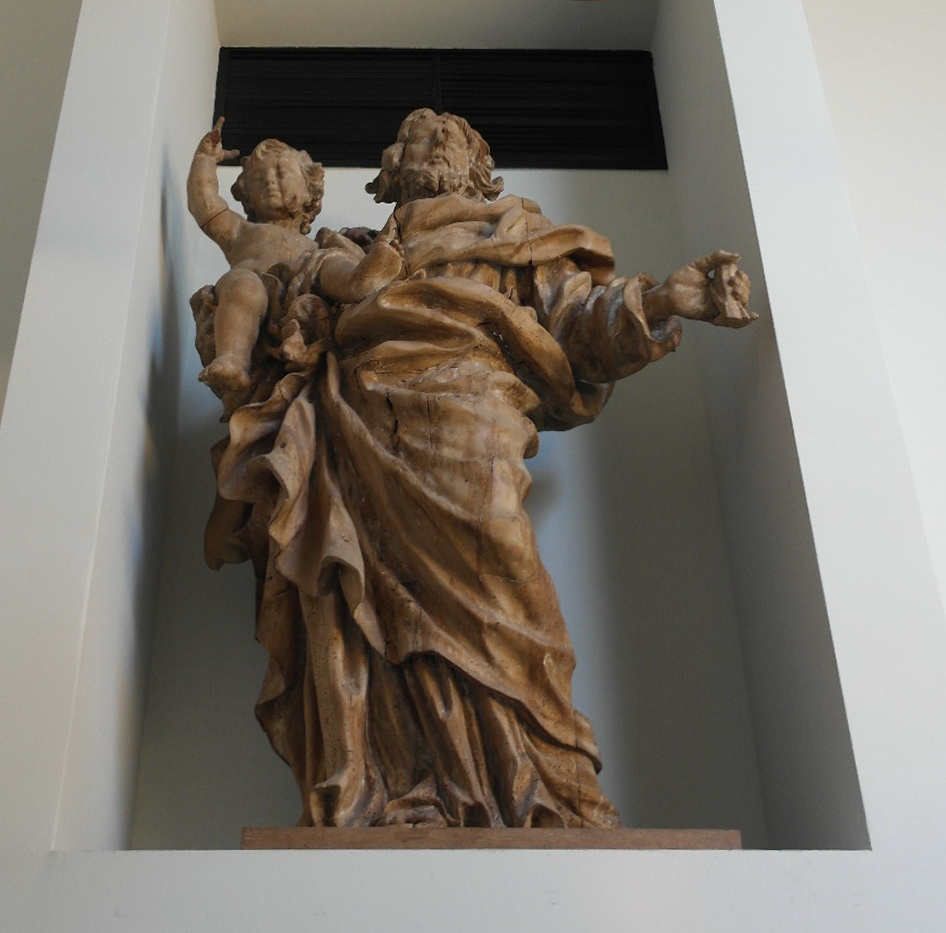
Beeld van Jean Delcour, thans in Grand Curtius